# Pseudothalestris major
Pseudothalestris major är en kräftdjursart som först beskrevs av T. och A. Scott 1905.  Pseudothalestris major ingår i släktet Pseudothalestris och familjen Thalestridae. Inga underarter finns listade i Catalogue of Life.